# Mangup
Mangup (ucraino: Мангуп, russo: Мангуп, tataro: Mangup), nota anche come Mangup Kale, è una fortezza storica situata in Crimea, e per la precisione su un altipiano 14 chilometri ad est di Sebastopoli (antica Cherson). Nel medioevo era nota come Doros, ma in seguito prese il nome Kipchaki di Mangup (kale significa fortezza).

## Storia
L'insediamento risale al III secolo, ma venne fortificato da Giustiniano I solo a metà del 500. Venne abitato e governato soprattutto dai Goti di Crimea, e divenne il centro del loro autonomo principato. Venne conquistata dai Cazari all'inizio del 700 divenendo il centro di una fallimentare rivolta gotica contro i Cazari, guidata da Giovanni di Gotia.
Il principato di Doros fu sotto il governo bizantino all'incirca tra la metà dell'800 e l'anno 1000, quando cadde sotto l'influenza di poteri contrastanti (Rus' di Kiev e la confederazione tribale dei Kipchaki). La città venne rovinata molte volte dai terremoti nel corso dell'XI secolo, e riuscì a mantenere la propria autonomia anche durante la conquista mongola della Crimea, anche se fu obbligata a pagare i tributi al Grande Khan.
Nel 1300 Mangup fu il centro del principato di Teodoro, uno stato alleato dell'impero di Trebisonda. La dinastia regnante, discendente dalla casa reale trapezuntina, si chiamava Gabras (in greco) o Chowra (in turco). Alla fine del XIV secolo un ramo della dinastia si spostò a Mosca, dove fondò il monastero di Simonov. I Khovrins, come si fecero chiamare, erano i tesorieri ereditari del Granducato di Mosca. Nel XVI secolo modificarono il loro nome in Golovin.
Nel 1475 Ştefan cel Mare spedì il fratellastro, Alessandro Gabras, a Mangup con l'obbiettivo di sostituire il regnante locale della famiglia di Gabras, fratello di Alessandro e vassallo degli Ottomani. Nel maggio dello stesso anno il comandante ottomano Gedik Ahmet Pasha conquistò Caffa ed alla fine dell'anno, dopo cinque mesi di assedio a Mangup, la città si arrese. Nonostante buona parte della Crimea rimanesse a far parte del Khanato di Crimea, ora vassallo degli Ottomani, le terre che erano state di Teodoro e la Crimea meridionale vennero amministrate direttamente dalla Sublime porta.
L'inesorabile declino della città proseguì. Nel 1774 la fortezza venne abbandonata dalle guarnigioni turche. Gli ultimi abitanti, una piccola comunità di Caraimi, abbandonarono la città nel 1790.

## Galleria d'immagini

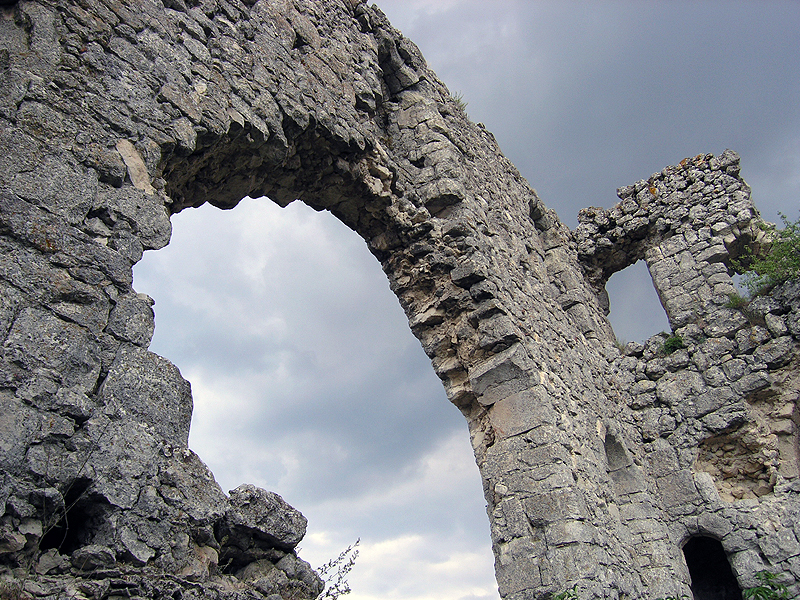
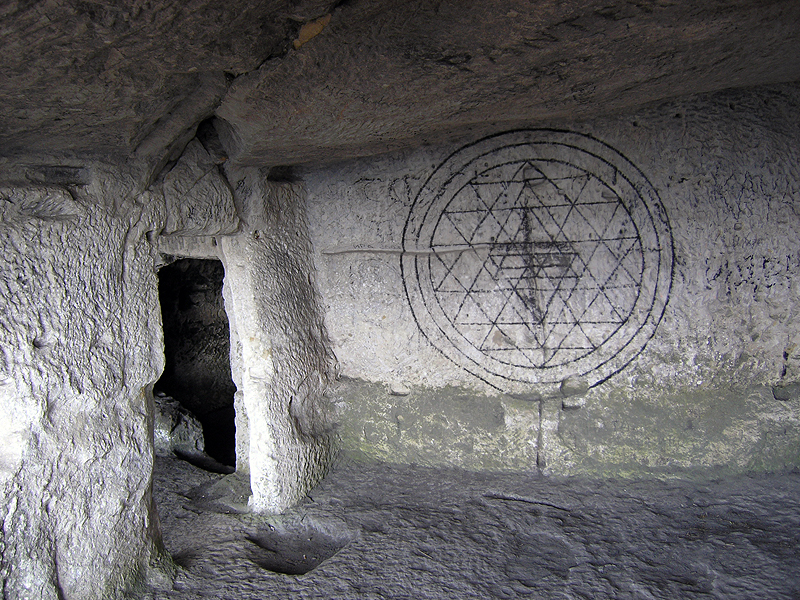
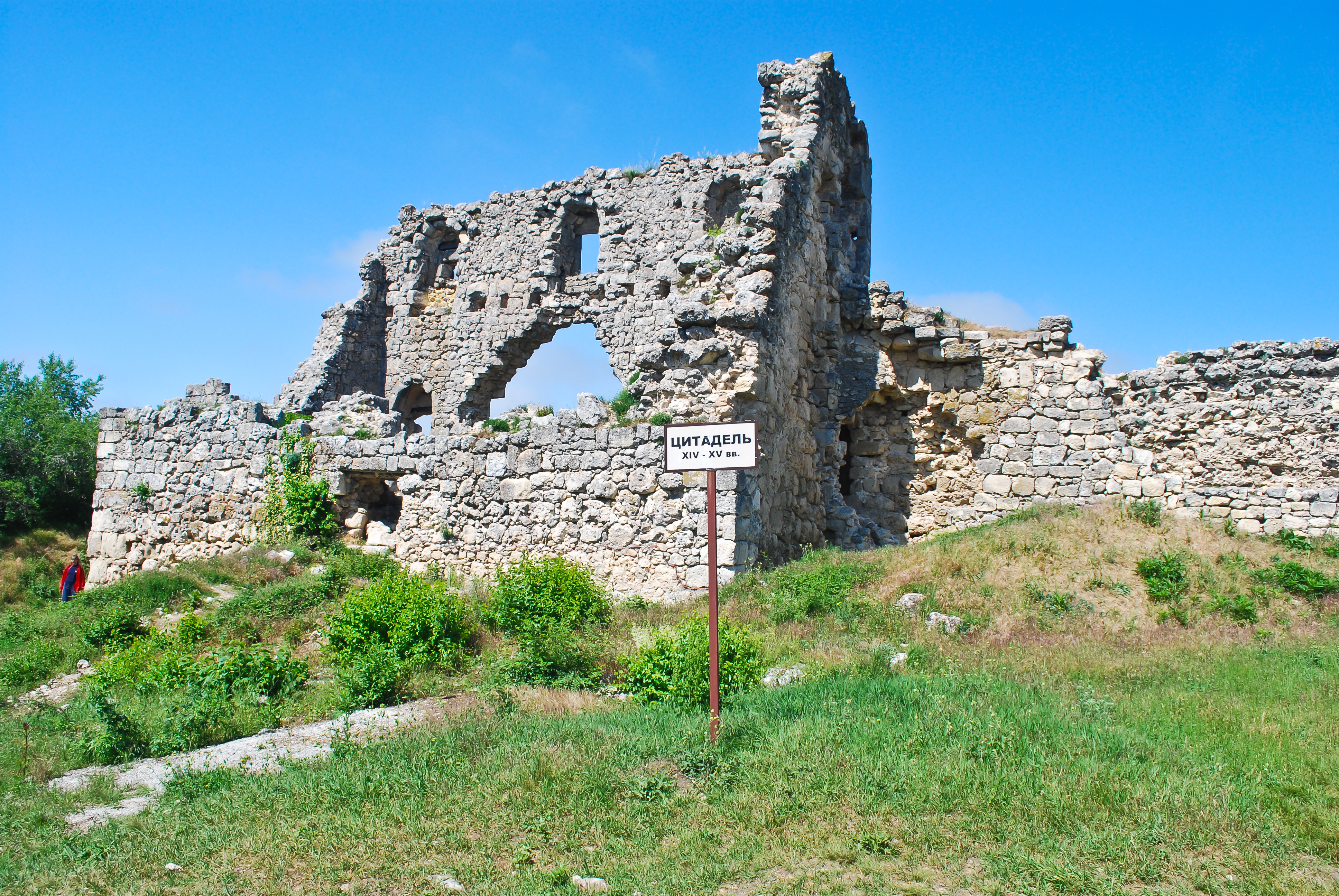
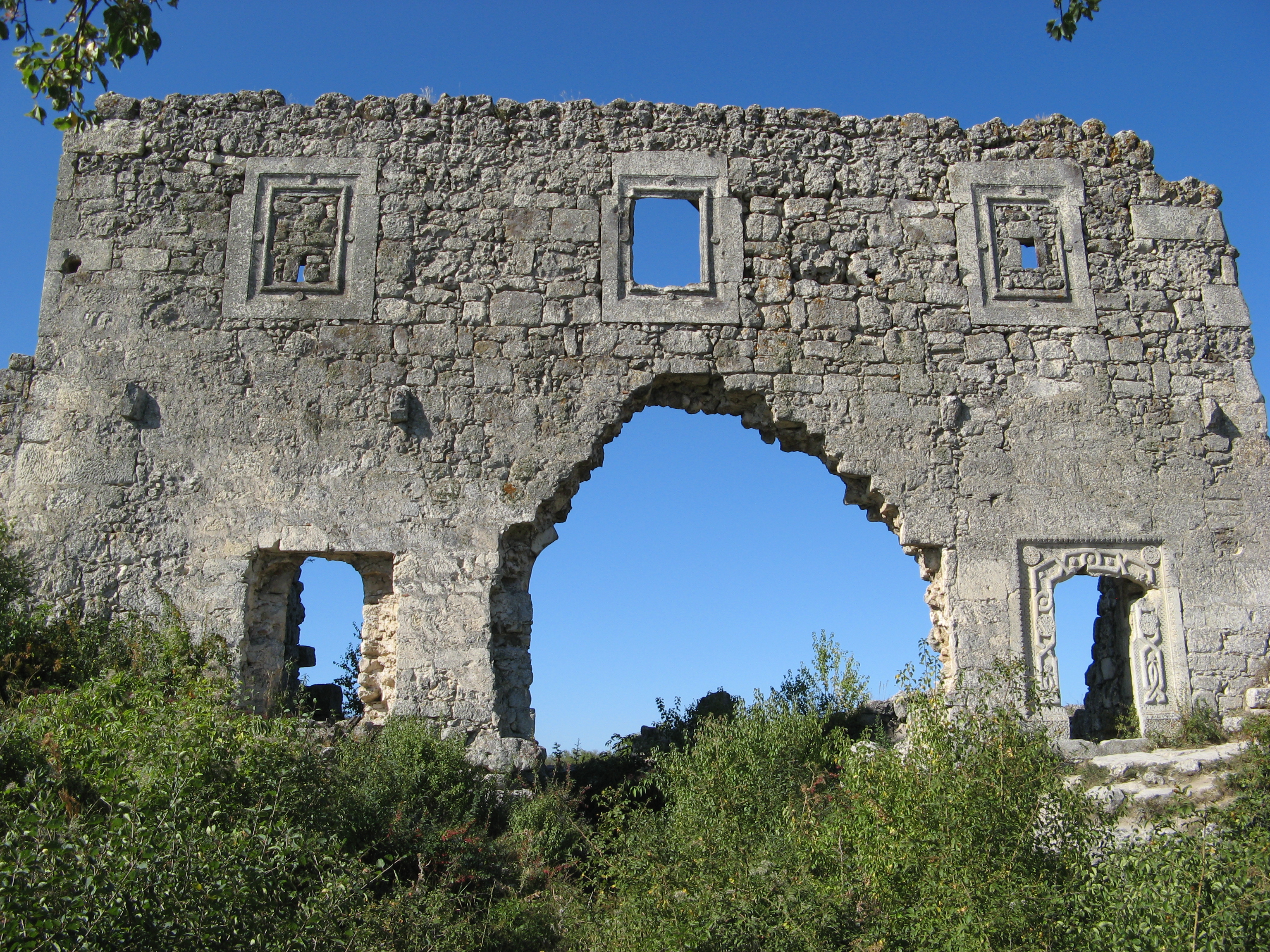
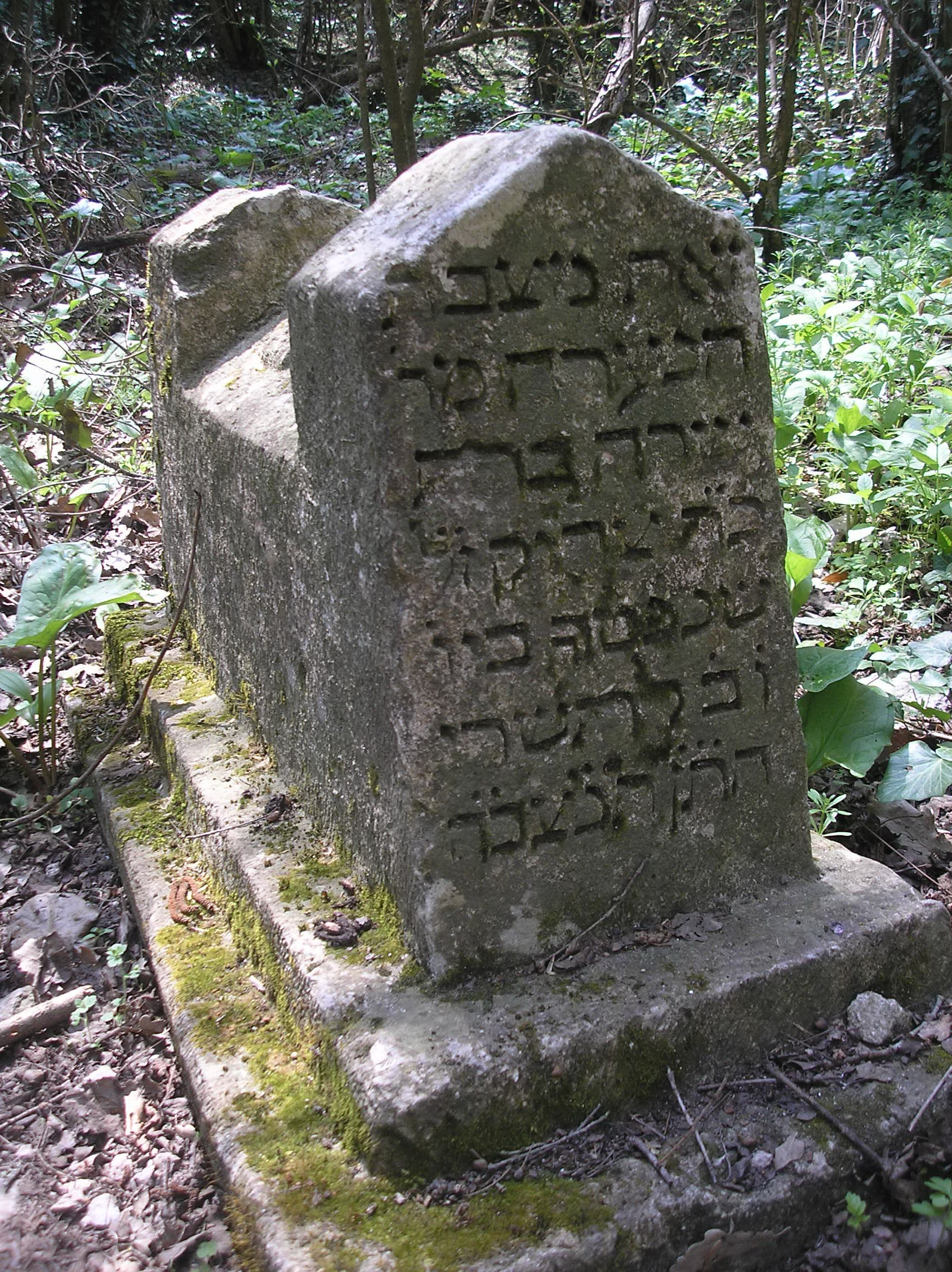
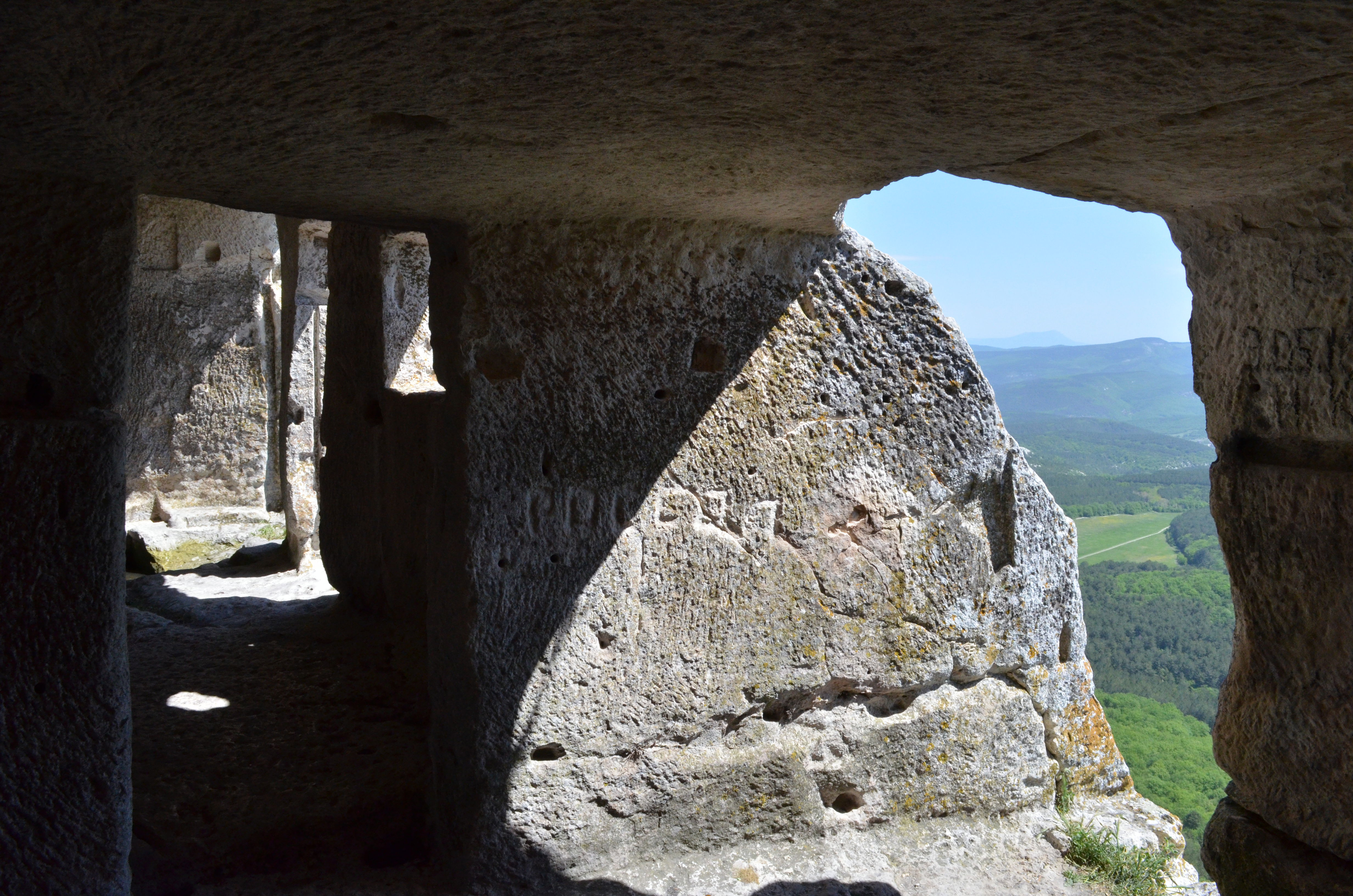